# Hippalos

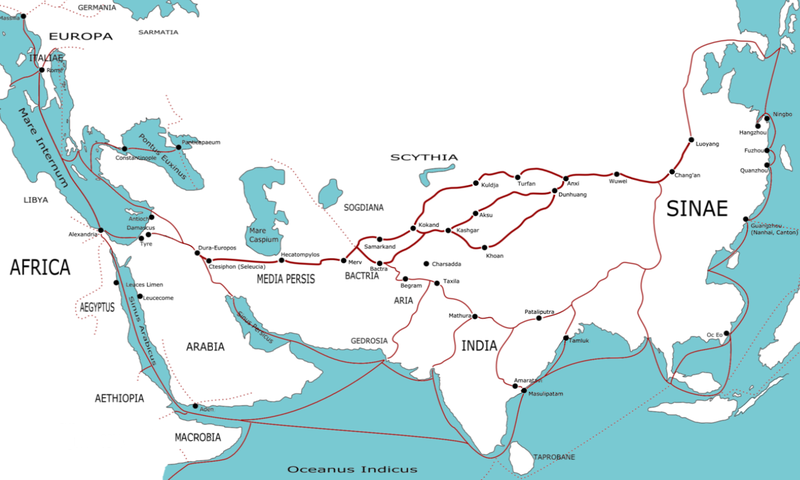
Fernhandelsrouten am Ende des 1. Jahrhunderts n. Chr.

Hippalos (altgriechisch Ἵππαλος Híppalos, lateinisch Hippalus) war ein griechischer oder ägyptischer Seefahrer, von dem in der Antike „Logbuch-Angaben“ vorlagen, die von Plinius dem Älteren (23/24 bis 79 n. Chr.) erwähnt werden:

„Der Verfasser des ‚Periplus‘ stützt sich bei seiner Fahrt im Indischen Ozean vermutlich auf Erkenntnisse eines Kapitäns namens Hippalus, der vor ihm die gleichen Gewässer befahren und offenkundig als erster Seemann der Antike die Regelmäßigkeit und Richtung der Monsunwinde erkannt und ausgenutzt hat.“

## Überlieferung
„Plinius d. Ä. erwähnt en passant die Reise eines römischen Freigelassenen, den es samt seinem Schiff bei einer Umseglung Arabiens auf die Indienroute nach Ceylon verschlägt. Plinius datiert den Vorfall in die Zeit des Kaisers Claudius (41–54 n. Chr.) und nennt auch den Namen des Patrons des Freigelassenen: Plocamus.“
Wilhelm Hankel erwähnt einen englischen Forscher der 1930er-Jahre, der eine Felsinschrift in der ägyptischen Wüste, „in der Nähe der alten Straße von Berenice [– eine Hafenstadt am Roten Meer –] nach Koptos, etwa 100 km von Koptos entfernt“, entdeckte. Diese erwähnt „im 35. Jahr der Herrschaft des Kaisers Augustus ein[en…] Lysa, Sklave des Plocamus“. Folgerung ist, dass die „Fahrt des Hippalus bereits in augusteischer Zeit erfolgt“ sein könnte.
Ein Zusammenhang mit Eudoxos aus Kyzikos, der im 2. Jahrhundert v. Chr. lebte, ist nicht zu belegen.

## Gegenwärtige Benennungen
In der Neuzeit wurde der Mondkrater Hippalus nach ihm benannt. Hippalos ist auch eine der Hauptfiguren in Lyon Sprague de Camps historischem Roman über Eudoxos mit dem englischen Titel The Golden Wind.